# Europarat
Der Europarat – englisch Council of Europe (CoE), französisch Conseil de l’Europe (CdE) – ist eine am 5. Mai 1949 durch den Vertrag von London gegründete europäische internationale Organisation. Dem Europarat gehören 46 Staaten mit knapp 700 Millionen Bürgern an.
Der Europarat ist ein Forum für die Förderung von Demokratie, Menschenrechten und Rechtsstaatlichkeit in Europa und darüber hinaus. Seine Satzung sieht eine allgemeine Zusammenarbeit der Mitgliedstaaten zur Förderung von wirtschaftlichem und sozialem Fortschritt vor:

„Der Europarat hat die Aufgabe, einen engeren Zusammenschluss unter seinen Mitgliedern zu verwirklichen.“

Der Sitz des Europarats ist der Europapalast im französischen Straßburg. Die beiden Amtssprachen sind Englisch und Französisch. Am 5. Mai wird alljährlich der Gründungstag des Europarates als Europatag gefeiert.
Der Europarat ist institutionell nicht mit der Europäischen Union (EU) verbunden. Die von beiden Institutionen verwendete Europaflagge und die Europahymne waren zunächst vom Europarat als Symbole gewählt und von den Vorgängerorganisationen der EU übernommen worden. Der Europarat ist daher auch nicht zu verwechseln mit den EU-Institutionen Europäischer Rat (Organ der Staats- und Regierungschefs) und Rat der Europäischen Union (Ministerrat). Die zentrale Zuständigkeit des Europarats ist der Schutz der Menschenrechte, Demokratie und Rechtsstaatlichkeit und die zwischenstaatliche Völkerverständigung, bei der EU steht dagegen als weitaus tiefer integrierter Organisation die konkrete wirtschaftliche und politische Zusammenarbeit im Vordergrund, einschließlich der Übertragung bestimmter Hoheitsrechte der Mitgliedstaaten an die Union.
Im Verständnis, dass eine Zusammenarbeit beider Organisationen im gemeinsamen Werteraum Europa für die Menschen von Mehrwert ist, unterzeichneten die EU und der Europarat im Mai 2007 als politische Absichtserklärung ein Memorandum of Understanding (MoU).

## Geschichte

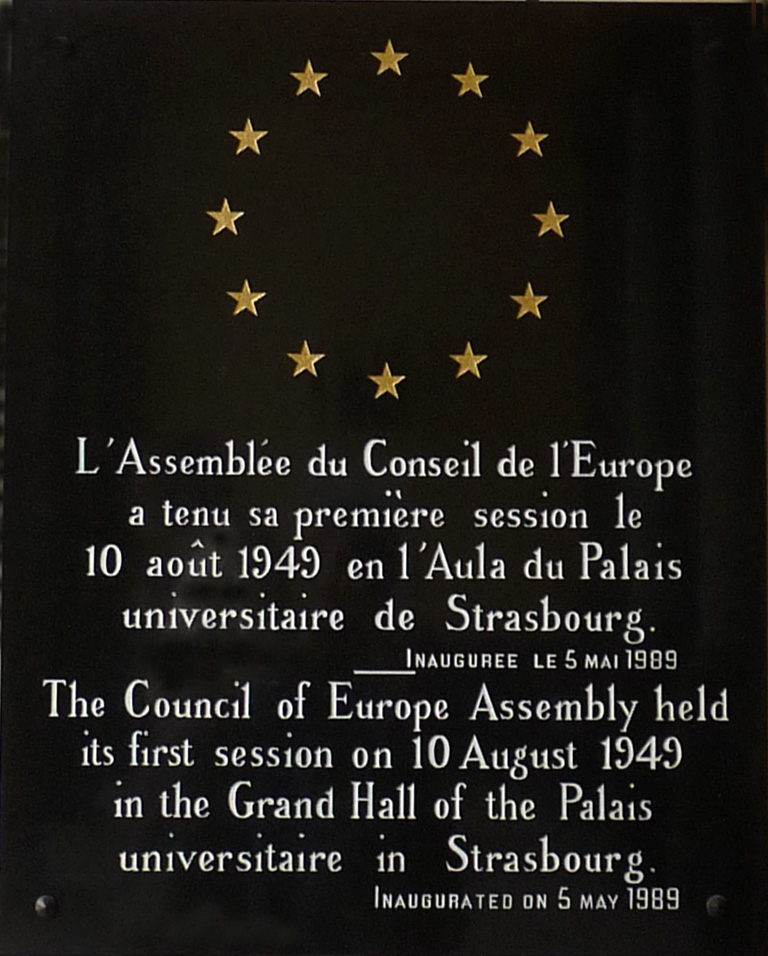
Gedenktafel in der Aula des Hauptgebäudes der Universität Straßburg zur Erinnerung an die erste Tagung des Europarates 1949

Der Europarat wurde nach dem Zweiten Weltkrieg von zehn nord-, mittel-, süd- und westeuropäischen Staaten gegründet. Winston Churchill stellte hierfür in einer Rede in Zürich im September 1946 wie folgt die Weichen: „Wir müssen eine Art Vereinigte Staaten von Europa aufbauen.“
Der Europarat erhielt am 5. Mai 1949 von Belgien, Dänemark, Frankreich, Irland, Italien, Luxemburg, den Niederlanden, Norwegen, Schweden und dem Vereinigten Königreich im Londoner Zehnmächtepakt sein formales Statut. Er ist damit die älteste originär politische Organisation europäischer Staaten. Gegründet wurde er von der European Conference on Federation auf Betreiben des American Committee on United Europe.
Neben der wirtschaftlichen OEEC (aufgegangen in der OECD) und der militärischen Kooperation im Rahmen der NATO nahm mit dem Europarat die politische Einigung des Kontinents konkrete Formen an.
Der 5. Mai wird seit 1964 als Europatag gefeiert.

## Zielsetzung
Der Europarat ist ein Forum für Debatten über allgemeine europäische Fragen. In seinem Rahmen werden zwischenstaatliche, völkerrechtlich verbindliche Abkommen (Europarats-Konventionen, etwa die Europäische Menschenrechtskonvention) mit dem Ziel abgeschlossen, das gemeinsame Erbe zu bewahren und wirtschaftlichen und sozialen Fortschritt zu fördern.
Seit 1993 widmet sich der Europarat verstärkt der Wahrung der demokratischen Sicherheit. Dazu zählen insbesondere:
- der Einsatz für die Menschenrechte
- die Sicherung demokratischer Grundsätze sowie
- rechtsstaatliche Grundprinzipien
- Bekämpfung des Terrorismus mit dem Lenkungsausschuss zur Bekämpfung des Terrorismus
- Förderung des wirtschaftlichen und sozialen Fortschritts
- Förderung der kulturellen Zusammenarbeit (z. B. durch Setzung des rechtlichen Rahmens für die Anerkennung von Hochschulstudien und -diplomen, den rechtlichen Schutz von kulturellen Minderheiten sowie die Schaffung politischer Leitlinien des interkulturellen Dialoges) – ein Gebiet, auf dem die EU keine eigenen Kompetenzen hat und deswegen mit dem Europarat kooperieren soll gemäß Artikel 165 (3) und 167 (3) des AEU-Vertrags (Vertrag über die Arbeitsweise der Europäischen Union).
- Förderung des Umwelt- und Naturschutzes in Europa, u. a. Durchführung des Europäischen Naturschutzjahres.

## Organe

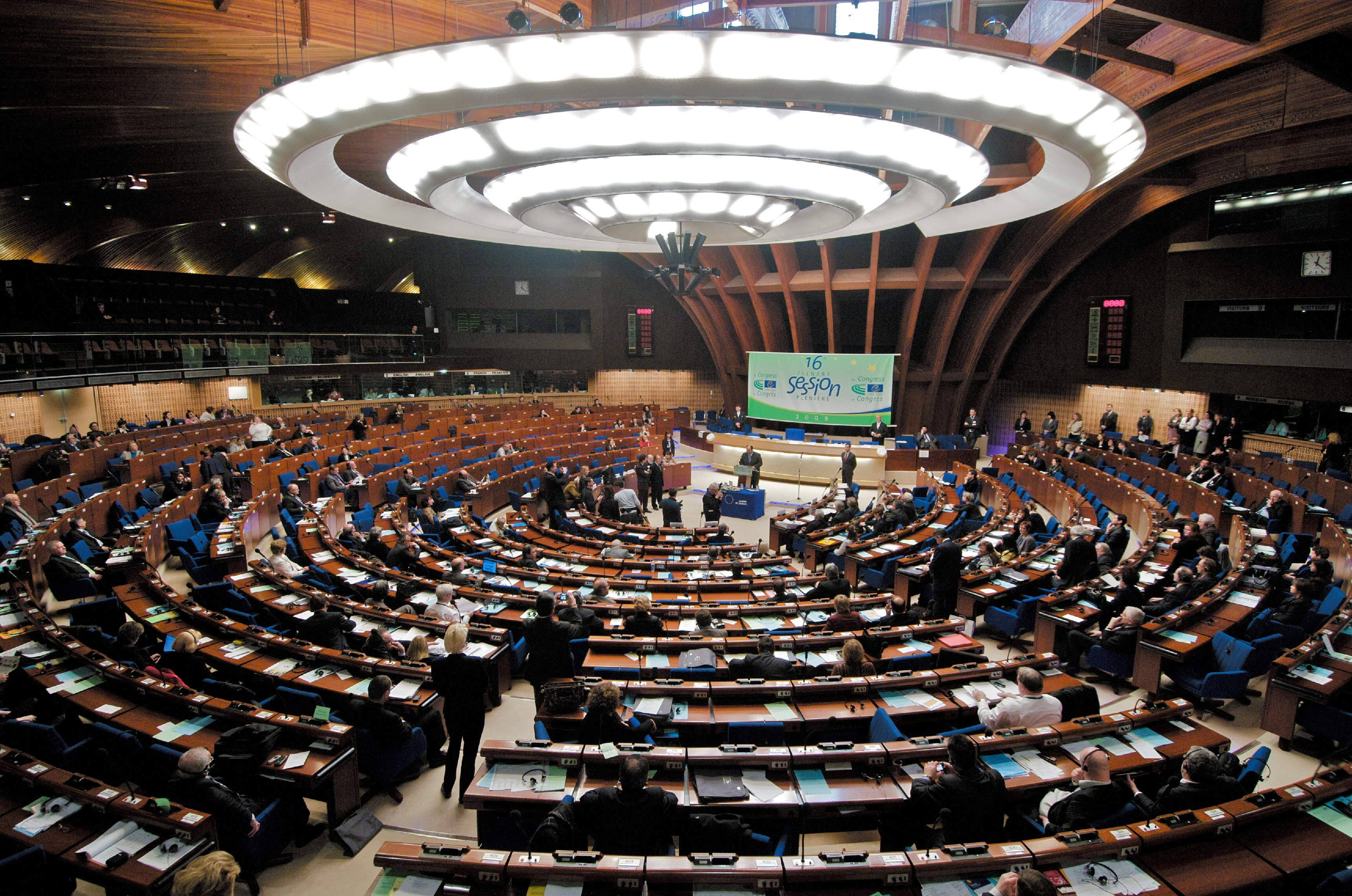
Plenarsaal des Europarats

Organisatorisch folgt der Europarat weitgehend dem üblichen Strukturmuster internationaler Organisationen, jedoch mit dem bemerkenswerten Zusatz eines schon in der Satzung angelegten parlamentarischen Organs.

### Ministerkomitee und Parlamentarische Versammlung
Die zwei statutären Organe des Europarats sind nach Art. 10 der Satzung des Europarats (EuRatS):
- das Ministerkomitee des Europarates,[9] in dem die Mitgliedstaaten durch ihre Außenminister bzw. deren Ständige Vertreter im Range eines Botschafters vertreten sind, sowie
- die Parlamentarische Versammlung des Europarates, in welche die Parlamente der Mitgliedstaaten Vertreter entsenden.

Das Ministerkomitee ist ein Ministerrat, in dem jeder Mitgliedsstaat des Europarats nach Art. 14 EuRatS durch seinen amtierenden Außenminister vertreten ist. Der Heilige Stuhl, Japan, Mexiko, Kanada und die USA haben Beobachterstatus im Ministerkomitee und der Parlamentarischen Versammlung; Israel ist Beobachter der Parlamentarischen Versammlung. Jeder Außenminister hat einen Ständigen Vertreter in Straßburg. Das Ministerkomitee tritt einmal pro Jahr zu einer Plenarsitzung zusammen, der sogenannten Ministerkonferenz; die Ständigen Vertreter (auch Delegierte des Ministerkomitees genannt) kommen zu mindestens wöchentlich stattfindenden Plenarsitzungen zusammen. Sie werden bei ihrer Arbeit durch Diplomaten, die ihnen unterstellt sind, unterstützt.
Das Ministerkomitee beschließt u. a. am Ende der Verhandlungen zu neuen Verträgen formell den ausgehandelten Vertragstext und legt ihn zur Ratifizierung aus: für die Mitgliedsstaaten des Europarates, aber auch allen anderen unterzeichnungswilligen Staaten. Sobald eine Mindestanzahl an Staaten den Vertrag unterzeichnet hat, tritt er in Kraft. Eine wichtige Zuständigkeit ist die Aufsicht über die Umsetzung der Urteile des Europäischen Gerichtshofs für Menschenrechte durch die Mitglieder. Zudem spricht das Ministerkomitee Einladungen an Staaten zum Beitritt aus (Art. 4 EuRatS), es kann Rechte von Mitgliedstaaten einschränken bzw. den Beschluss über den Ausschluss aus dem Europarat fällen (Art. 8 und 9 EuRatS).
Die Parlamentarische Versammlung vereint Vertreter der gesetzgebenden Versammlungen der 46 Mitgliedstaaten.
Der Europarat wird politisch durch den halbjährlich rotierenden Vorsitzenden des Ministerkomitees und den Präsidenten der Parlamentarischen Versammlung vertreten.

### Europäischer Gerichtshof für Menschenrechte (EGMR)
Ein wichtiger Teil des Europarats ist der Europäische Gerichtshof für Menschenrechte, der Urteile auf der Grundlage der Europäischen Menschenrechtskonvention fällt.

### Konferenz der internationalen Nichtregierungsorganisationen
1952 gewährte der Europarat internationalen Nichtregierungsorganisationen (englisch international non-governmental organisations, INGO) beratenden Status, um „die aktive Beteiligung aller Bürgerinnen und Bürger bei der Durchführung von öffentlichen Angelegenheiten zu intensivieren.“ Im November 2003 erhielten Internationale Nichtregierungsorganisationen den Teilnehmerstatus. Sie fällen ihre Beschlüsse bei der Konferenz der Nicht-Regierungsorganisationen im Europarat (englisch conference of INGOs of the Council of Europe (CINGO)) und nehmen aktiv am Entscheidungsprozess des Europarats und der Einführung seiner Programme teil.

### Weitere Organe
Der Kongress der Gemeinden und Regionen bildet neben der parlamentarischen Versammlung und dem Ministerkomitee die dritte Säule des Europarates und ist beratendes Organ.
Der Europarat hat die Position eines Menschenrechtskommissars eingerichtet. Dieser wird von der Parlamentarischen Versammlung gewählt und erstellt Berichte über relevante Themen oder die Menschenrechtssituation in einzelnen Ländern.
Daneben gibt es eine Anzahl von Teilabkommen des Europarats, zu denen die Europäische Pharmakopeoia, das Teilabkommen im Sport, die Filmförderungsstelle Eurimages, das europäische Zentrum für moderne Sprachen in Graz und das Nord-Süd-Zentrum in Lissabon zählen. Das jüngste Teilabkommen ist das Register der durch die Aggression der Russischen Föderation gegen die Ukraine verursachten Schäden (Schadensregister), das am 16. Mai 2023 aufgesetzt wurde.
Die Jugendabteilung in der Direktion für Demokratische Partizipation des Europarates verfügt über Europäische Jugendzentren, ein Europäisches Jugendwerk und ein Co-Management-System. Dieses Co-Management-System ermöglicht Jugendvertretern aus Europäischen Jugendorganisationen die direkte und gleichberechtigte Teilhabe an Entscheidungen der Mitgliedstaaten des Europarates im Bereich Jugend.

### Generalsekretäre des Europarates
Die Organe des Europarats werden unterstützt von einem permanenten Sekretariat, das vom Generalsekretär des Europarates geleitet wird. Dieser wird von der Parlamentarischen Versammlung für fünf Jahre gewählt. Am 18. September 2024 übernahm der Schweizer Alain Berset dieses Amt.

Gebäude des Europarats in Straßburg

| Name                    | Lebens- daten | Amts- zeit | Staat                  |
| ----------------------- | ------------- | ---------- | ---------------------- |
| Jacques Camille Paris   | 1902–1953     | 1949–1953  | Frankreich             |
| Léon Marchal            | 1900–1956     | 1953–1956  | Frankreich             |
| Lodovico Benvenuti      | 1899–1966     | 1957–1964  | Italien                |
| Peter Smithers          | 1913–2006     | 1964–1969  | Vereinigtes Königreich |
| Lujo Tončić-Sorinj      | 1915–2005     | 1969–1974  | Österreich             |
| Georg Kahn-Ackermann    | 1918–2008     | 1974–1979  | Deutschland            |
| Franz Karasek           | 1924–1986     | 1979–1984  | Österreich             |
| Marcelino Oreja Aguirre | * 1935        | 1984–1989  | Spanien                |
| Catherine Lalumière     | * 1935        | 1989–1994  | Frankreich             |
| Daniel Tarschys         | * 1943        | 1994–1999  | Schweden               |
| Walter Schwimmer        | 1942–2025     | 1999–2004  | Österreich             |
| Terry Davis             | 1938–2024     | 2004–2009  | Vereinigtes Königreich |
| Thorbjørn Jagland       | * 1950        | 2009–2019  | Norwegen               |
| Marija Pejčinović Burić | * 1963        | 2019–2024  | Kroatien               |
| Alain Berset            | * 1972        | seit 2024  | Schweiz                |

## Mitglieder
Alle Mitglieder sind auch Teilnehmer der Europäischen Politischen Gemeinschaft. Nur der Kosovo ist dort gleichrangig, während er im Europarat keine Stimmberechtigung hat.
Die Bundesrepublik Deutschland trat dem Gremium am 14. Juli 1950 zunächst als assoziiertes Mitglied bei und wurde im Mai 1951 vollberechtigtes Mitglied. Das Saarland (bis zum 1. Januar 1957 autonomer Staat) war bereits zum 13. Mai 1950 assoziiertes und ab 2. Mai 1951 ordentliches Mitglied. Österreich erlangte 1956 (nach der Wiedererlangung seiner Souveränität durch den Staatsvertrag 1955), die Schweiz am 6. Mai 1963 die Mitgliedschaft.
Bis auf vier Ausnahmen gehören mittlerweile alle europäischen Staaten dem Europarat an:
- Der Staat der Vatikanstadt nimmt als solcher keine Beziehungen mit anderen Staaten auf und tritt daher (mit Ausnahme von Organisationen technischer Natur wie etwa dem Weltpostverein) auch keinen internationalen Organisationen bei, sondern überlässt dies dem ebenfalls vom Papst repräsentierten Heiligen Stuhl – der letztere verfügt als nichtstaatliches Völkerrechtssubjekt über einen Beobachterstatus im Ministerkomitee.
- Belarus ist seit 1993 Beitrittskandidat, aufgrund der autokratischen Zustände im Land kam ein Beitritt jedoch bisher nicht infrage.
- Der Prozess der Aufnahme des Kosovo ist im Frühjahr 2023 durch die Weiterleitung des Antrags von Kosovo durch das Ministerkomitee an die Parlamentarische Versammlung gestartet worden.[20] Im April 2024 sprach diese eine positive Empfehlung an das Ministerkomitee zur Aufnahme aus. Für einen Beitritt ist die Zustimmung von 2/3 der Mitglieder des Europarats notwendig. Bis zur Abstimmung darüber wird Kosovo seit April 2013 ein Beobachterstatus durch drei Vertreter des kosovarischen Parlaments[21] gewährt, welche ohne Stimmberechtigung an den Debatten der Plenarsitzungen und an den Arbeiten der Ausschüsse der Parlamentarischen Versammlung teilnehmen können.[22]
- Russland ist kein Mitglied des Europarats mehr, nachdem ihm am 16. März 2022 die Mitgliedschaft entzogen wurde.[23]

### Liste
| Belgien | Belgien                                                                        | Italien | Italien | Schweden | Schweden |
| Dänemark | Dänemark                                                                       | Luxemburg | Luxemburg | Vereinigtes Königreich | Vereinigtes Königreich |
| Frankreich | Frankreich                                                                     | Niederlande | Niederlande | | |
| Irland | Irland                                                                         | Norwegen | Norwegen | | |
| Weitere Mitglieder des Europarats (nach Jahr des Beitritts) |                                                                                | | | | |
| 1949 1974 | Griechenland 1                                                                 | 1989 | Finnland | 1995 | Albanien |
| 1950 | Island                                                                         | 1990 | Ungarn | 1995 | Moldau |
| 1950 | Türkei                                                                         | 1991 | Polen | 1995 | Ukraine |
| 1950 | Deutschland                                                                    | 1992 | Bulgarien | 1995 | Nordmazedonien |
| 1956 | Österreich                                                                     | 1993 | Estland | 1996 | Kroatien |
| 1961 | Zypern                                                                         | 1993 | Litauen | 1999 | Georgien |
| 1963 | Schweiz                                                                        | 1993 | Slowenien | 2001 | Armenien |
| 1965 | Malta                                                                          | 1993 | Tschechien 2 | 2001 | Aserbaidschan |
| 1976 | Portugal                                                                       | 1993 | Slowakei 2 | 2002 | Bosnien und Herzegowina |
| 1977 | Spanien                                                                        | 1993 | Rumänien | 2003 | Serbien 3 |
| 1978 | Liechtenstein                                                                  | 1994 | Andorra | 2004 | Monaco |
| 1988 | San Marino                                                                     | 1995 | Lettland | 2007 | Montenegro 3 |
| 1 suspendiert ab 1967, Austritt im Dezember 1969, Wiederbeitritt 19742 die Mitgliedschaft der Tschechoslowakei wurde auf die Nachfolgestaaten nicht übertragen3 als Nachfolger von Serbien und Montenegro                                                                                   |                                                                                | | | | |
| Beitrittskandidaten | Beitrittskandidaten                                                            | Beobachterstatus in der parlamentarischen Versammlung | Beobachterstatus in der parlamentarischen Versammlung | Beobachterstatus im Ministerkomitee | Beobachterstatus im Ministerkomitee |
| 1993 | Belarus                                                                        | 1957 | Israel | 1970 | Heiliger Stuhl |
| 2022 | Kosovo                                                                         | 1997 | Kanada | 1996 | Japan |
| |                                                                                | 1999 | Mexiko | 1996 | Kanada |
| |                                                                                | Vereinigte Staaten | | 1996 | |
| 1999 | Mexiko                                                                         | | | | |
| Ehemalige Mitglieder |                                                                                | | | | |
| 1951–1956 | Saarland 1                                                                     | 1991–1993 | Tschechoslowakei 2 | 1996–2022 | Russland 3 |
| 1 am 1. Januar 1957 wurde das Saarland als zehntes Bundesland in die Bundesrepublik Deutschland eingegliedert 2 die Mitgliedschaft der Tschechoslowakei wurde auf die Nachfolgestaaten nicht übertragen3 suspendiert von 2014 bis 2019 und ab 25. Februar 2022, Ausschluss am 16. März 2022 |                                                                                | | | | |
| Weltkarte mit den Mitgliedsstaaten des Europarates |                                                                                | | | | |
| Gründungsmitglieder weitere Mitglieder ehemaliges Mitglied Beitrittskandidaten | Gründungsmitglieder weitere Mitglieder ehemaliges Mitglied Beitrittskandidaten | Beobachterstatus in der parlamentarischen Versammlung Beobachterstatus im Ministerkomitee Beobachterstatus in der parlamentarischen Versammlung und im Ministerkomitee andere Staaten | Beobachterstatus in der parlamentarischen Versammlung Beobachterstatus im Ministerkomitee Beobachterstatus in der parlamentarischen Versammlung und im Ministerkomitee andere Staaten | Beobachterstatus in der parlamentarischen Versammlung Beobachterstatus im Ministerkomitee Beobachterstatus in der parlamentarischen Versammlung und im Ministerkomitee andere Staaten | Beobachterstatus in der parlamentarischen Versammlung Beobachterstatus im Ministerkomitee Beobachterstatus in der parlamentarischen Versammlung und im Ministerkomitee andere Staaten |

### Kosovo
Ende März 2024 empfahl der Ausschuss für politische Fragen und Demokratie der Parlamentarischen Versammlung des Europarates, Kosovo für die Mitgliedschaft im Europarat einzuladen. Diese Empfehlung nahm Bezug auf die Erkenntnisse aus dem Bericht der ehemaligen griechischen Außenministerin Dora Bakogianni. Am 16. April 2024 beriet die Vollversammlung des Europarats über den Beitrittsantrag Kosovos und empfahl die Aufnahme als vollständiges Mitglied. Bei der im Mai desselben Jahres stattgefunden Sitzung des Ministerkomitees ist jedoch nicht über den Beitritt abgestimmt worden. Diese Entscheidung fiel, nachdem im Voraus bereits klar gewesen war, dass die hierfür notwendige Zustimmung von 31 der 46 Mitgliedstaaten nicht vorliegt. Mitentscheidend hierfür ist die Tatsache, dass eine Reihe von Mitgliedstaaten des Europarats Kosovo nicht als Staat anerkennt, darunter sind auch fünf EU-Mitgliedstaaten. Medienberichten zufolge hätten auch Deutschland, Italien und Frankreich dem Beitritt nicht zustimmen können. Zugleich hat die deutsche Außenministerin Baerbock, unter anderem in ihrer Rede im Bundestag am 16. Mai 2024, unterstrichen, dass Kosovo in den Europarat gehöre.
Kosovo stellt einen Spezialfall dar, da es nicht von allen Mitgliedsstaaten des Europarats anerkannt wird. In der Resolution der Vollversammlung wurde hierfür definiert, Kosovo soll im Rahmen des Europarates anerkannt werden, unabhängig von Positionen der einzelnen Mitglieder und deren bilateralen Beziehungen mit Kosovo.

### Belarus
Die Kritik des Europarats richtet sich unter anderem gegen undemokratische Wahlen, die Todesstrafe und insbesondere gegen die Todesstrafen von Eduard Lykow (vermutlich hingerichtet Ende 2014) und Alexander Grunow.
Die Regierung von Belarus beabsichtigt einen Sondergaststatus. Die Opposition setzt sich für die Mitgliedschaft des Staates ein, die der Zivilgesellschaft in Belarus Zugang zu einem unabhängigen Rechtssystem ermöglichen würde (Europäische Menschenrechtskonvention, Europäischer Gerichtshof für Menschenrechte).

### Russland
Russland trat dem Europarat 1996 bei, ist aber kein Mitglied des Europarats mehr. Nach der Annexion der Krim 2014 entzog die Parlamentarische Versammlung des Europarats im April 2014 mit einer Mehrheit von 145 Stimmen bei 21 Gegenstimmen und 22 Enthaltungen den 18 russischen Abgeordneten vorläufig das Stimmrecht. Außerdem war Russland bis auf weiteres aus den Führungsgremien der Versammlung ausgeschlossen. Fortan boykottierten die russischen Abgeordneten die Sitzungen der Versammlung, zudem stellte Russland ab Juni 2017 die Zahlung seiner Mitgliedsbeiträge ein. Der Entzug des Stimmrechts war in den Statuten des Europarats nicht geregelt. Nach zwei Jahren ohne Beitragszahlung drohte der endgültige Ausschluss Russlands sowie eine Wahl des nächsten Generalsekretärs der Organisation ohne russische Mitglieder in der Parlamentarischen Versammlung. Daher beschloss der Ministerrat am 17. Mai 2019 auf Initiative der finnischen Ratspräsidentschaft, ein neues mehrstufiges Verfahren für Sanktionen von Mitgliedern einzuführen, um den Weg für eine erneute volle Mitgliedschaft Russlands zu ebnen. 2019 wurde nach einer Abstimmung im Plenum das Stimmrecht wiederhergestellt.
Die Vergiftung und Verhaftung von Alexej Nawalny, wie auch die massenhaften Verhaftungen bei Demonstrationen, waren aus Sicht der Parlamentarischen Versammlung des Europarates keine nationalen Angelegenheiten Russlands, sondern hatten völkerrechtliche Dimensionen, die auch den Europarat betreffen.
Nach dem russischen Überfall auf die Ukraine wurde Russland das Recht auf Vertretung im Ministerkomitee und in der Parlamentarischen Versammlung gemäß Art. 8 der Satzung des Europarats durch eine Entscheidung des Ministerkomitees vorläufig entzogen. Am Abend des 15. März 2022 stimmte die Parlamentarische Versammlung des Europarats nach einer Dringlichkeitssitzung in Straßburg für einen Ausschluss Russlands. Am selben Tag kündigte der russische Außenminister Sergei Lawrow an, dass Russland freiwillig aus dem Europarat austreten werde. Am 16. März 2022 wurde Russland die Mitgliedschaft durch das Ministerkomitee gemäß Art. 8 der Satzung entzogen.
Da jedoch bei Beginn des russischen Angriffskriegs sowohl Russland als auch die Ukraine Mitglieder waren, will der Europarat ein Sondertribunal für das Verbrechen der Aggression gegen die Ukraine und eine Internationale Kommission für Schadenersatz für die Ukraine errichten.

## Europäische Menschenrechtskonvention und Protokolle

Solche Ergänzungen (The Congress / Le Congrès) des Europaratslogos finden u. a. auch in der Öffentlichkeitsarbeit Anwendung (neuere, weitere Beispiele: coe.int…youth…)

Die Europäische Menschenrechtskonvention (EMRK) von 1950 stellt den wichtigsten multilateralen Vertrag im Rahmen des Europarates dar; hinzu kamen bis 2013 insgesamt 16 Protokolle zur EMRK. Die Bereitschaft zur Unterzeichnung und Ratifikation der EMRK hat sich seitdem zu einer Beitrittsbedingung für alle Staaten entwickelt, die dem Europarat angehören wollen.
Durch „Zusatzprotokolle“ werden der EMRK – zusätzlich zu den in der EMRK bereits verankerten Schutznormen – weitere Menschenrechte hinzugefügt, die aber nicht in die EMRK selbst eingefügt, sondern in eigenen zusätzlichen Protokollen verankert werden, deren Ratifikation den EMRK-Vertragsstaaten freisteht. Im Gegensatz dazu ändern verfahrensrechtliche Protokolle das bestehende Prozedere der EMRK ab, sodass sie als „Änderungsprotokolle“ von allen EMRK-Mitgliedstaaten ratifiziert werden müssen.

## Europaratsabkommen
Über das wichtigste Abkommen, die EMRK, hinaus hat der Europarat über 223 weitere Abkommen geschlossen (Stand: März 2022). Dazu zählen beispielsweise (die Jahresangaben beziehen sich auf den Beginn der Ratifizierungen):
- Europäisches Fürsorgeabkommen von 1953[48]
- Europäisches Kulturabkommen von 1954[49]
- Europäisches Niederlassungsabkommen von 1955[50]
- Europäisches Übereinkommen über die friedliche Beilegung von Streitigkeiten von 1957[51]
- Europäische Sozialcharta von 1961[52]
- Übereinkommen zur Vereinheitlichung gewisser Begriffe des materiellen Rechts der Erfindungspatente von 1963[53]
- Europäische Ordnung der Sozialen Sicherheit von 1964[54]
- Europäisches Übereinkommen über Staatenimmunität von 1972[55]
- Europäische Datenschutzkonvention von 1981[56]
- Europäisches Übereinkommen zur Verhütung von Folter und unmenschlicher oder erniedrigender Behandlung oder Strafe (Europäische Antifolterkonvention) von 1987[57]
- Europäische Anti-Doping-Konvention von 1989[58]
- Europäische Charta der Regional- oder Minderheitensprachen von 1992[59]
- Rahmenübereinkommen zum Schutz nationaler Minderheiten von 1995[60]
- Übereinkommen zum Schutz der Menschenrechte und der Menschenwürde im Hinblick auf die Anwendung von Biologie und Medizin von 1997[61] mit 4 Zusatzprotokollen
- Europäische Konvention zur Staatsangehörigkeit von 1997[62]
- Übereinkommen über Computerkriminalität (Budapest-Konvention)[63], sowie das Zusatzprotokoll betreffend die Kriminalisierung mittels Computersystemen begangener Handlungen rassistischer und fremdenfeindlicher Art[64]
- Übereinkommen des Europarats zur Bekämpfung des Menschenhandels von 2005[65]
- Rahmenkonvention über den Wert des Kulturerbes für die Gesellschaft (Konvention von Faro) von 2005[66]
- Übereinkommen des Europarats zum Schutz von Kindern vor sexueller Ausbeutung und sexuellem Missbrauch von 2007 (Lanzarote-Konvention).
- Übereinkommen des Europarats zur Verhütung und Bekämpfung von Gewalt gegen Frauen und häuslicher Gewalt von 2011 (Istanbul-Konvention)[67]

Normkonflikte zwischen einem Europaratsabkommen und dem Recht der Europäischen Union sollen durch sog. Entkoppelungsklauseln (englisch „disconnection clauses“ oder „special relation clauses“) vermieden werden. Beispielsweise bestimmt Art. 40 Abs. 3 des Übereinkommen des Europarats zur Bekämpfung des Menschenhandels:

„Unbeschadet des Ziels und Zwecks dieses Übereinkommens und seiner uneingeschränkten Anwendung gegenüber anderen Vertragsparteien wenden Vertragsparteien, die Mitglieder der Europäischen Union sind, in ihren Beziehungen untereinander die Vorschriften der Gemeinschaft und der Europäischen Union an, soweit es für die betreffende Frage Vorschriften der Gemeinschaft und der Europäischen Union gibt und diese auf den konkreten Fall anwendbar sind.“

Art. 40 Abs. 3 des Übereinkommens verpflichtet die Mitgliedstaaten der Europäischen Union unter den Vertragsstaaten des Europarats darauf, soweit relevant, in ihren Beziehungen untereinander die Vorschriften des Unions- bzw. Gemeinschaftsrechts anzuwenden. Solche „Entkoppelungsklauseln“ stellen in der Vertragspraxis der Mitgliedstaaten der EU den Vorrang des Unions- bzw. Gemeinschaftsrechts sicher. Sie sind rechtlich zulässig und in der Vertragspraxis der EU-Mitgliedstaaten nicht untypisch.

## Reformbedarf
Der von 2009 bis 2019 aktive Generalsekretär Thorbjørn Jagland kündigte eine Reform des Europarats an. Die Organisation solle sich, so hieß es 2010, zum Ziel setzen, „sich auf ihre Kernaufgaben Menschenrechte, Demokratie und Rechtsstaat zu konzentrieren“. Offenbar ist es schwierig, dabei voranzukommen, denn dieselben Absichtserklärungen werden Jahr für Jahr wiederholt. So hieß es acht Jahre später im Bericht der Bundesregierung über die Tätigkeit des Europarats im Zeitraum vom 1. Januar bis 31. Dezember 2017 von Deutschland inhaltlich unverändert und sprachlich kaum verändert: „Generalsekretär Jagland will seinen Reform- und Konsolidierungskurs fortsetzen und die inhaltliche Arbeit verstärkt auf die Kernaufgaben Menschenrechte, Rechtsstaatlichkeit und Demokratieförderung ausrichten.“

## Kritik an der Haltung des Europarates
Menschenrechtsgruppen wie Human Rights Watch halten dem Europarat vor, dass er sich scheue, Verletzungen der Menschenrechte in Mitgliedsstaaten beim Namen zu nennen, unter anderem in Aserbaidschan, und dass er Wahlfälschungen nicht in gleicher Weise offenlege wie etwa das Office of Democratic Institutions and Human Rights (ODIHR) der Organisation für Sicherheit und Zusammenarbeit in Europa.
Im Juni 2019 beschloss die parlamentarische Versammlung des Europarates, das fünf Jahre zuvor entzogene Stimmrecht an die Russische Föderation zurückzugeben. Russland wäre ansonsten laut Statuten wegen ausbleibender Beitragszahlungen ausgeschlossen worden, was diverse andere Mitgliedsstaaten unter Führung von Generalsekretär Thorbjørn Jagland verhindern wollten. Dazu ließ sich der Rat nach Einschätzung von Beobachtern im Tagesspiegel „erpressen“ oder gab nach der Neuen Zürcher Zeitung dem Druck eines „autoritären Staates“ nach. Die Kritiker argumentieren, der Rat habe weitreichende Zugeständnisse an Russland gemacht, wie etwa den in Moskau unliebsamen Litauer Andrius Kubilius von der Kandidatur als Generalsekretär des Rates auszuschließen, hohe Hürden für Sanktionen gegen Russland auszuarbeiten und keine Zusicherung zu fordern, dass Russland von der Provokation absieht, Politiker von der besetzten Krim in den Rat zu entsenden.

## Korruption
Im April 2018 kam eine unabhängige Expertenkommission aus ehemaligen Richtern zu dem Ergebnis, dass es starke Hinweise auf Bestechlichkeit bei mehreren aktiven und ehemaligen Mitgliedern der Parlamentarischen Versammlung des Europarats gebe. Die Personen hätten offenbar gegen Zuwendungen Positionen zugunsten Aserbaidschans eingenommen und sich bemüht, Erklärungen zur Missachtung der Menschenrechte in Aserbaidschan zu verhindern oder abzumildern. Es wurden mehrere Personen namentlich genannt, darunter Pedro Agramunt, der ehemalige Präsident der Parlamentarischen Versammlung des Europarates, Luca Volontè, Axel Fischer sowie die ehemaligen Abgeordneten Eduard Lintner (CSU) und Karin Strenz (CDU, † 2021).

## Finanzierung
Der Europarat „finanziert sich klassisch-völkerrechtlich durch Beiträge der Mitgliedstaaten entsprechend ihrer jeweiligen Bevölkerungszahl (Art. 38 EuRatS) und des Bruttosozialprodukts“. 2018 hatte der Haushalt des Europarates ein Volumen von 446,5 Mio. Euro. Der deutsche Beitrag belief sich im Haushaltsjahr 2019 auf 36,9 Mio. Euro.